# Cliona celata
Cliona celata är en svampdjursart som beskrevs av Robert Edmond Grant 1826. Enligt Catalogue of Life ingår Cliona celata i släktet Cliona och familjen borrsvampar, men enligt Dyntaxa är tillhörigheten istället släktet Cliona och familjen Clionidae. Arten är reproducerande i Sverige. Inga underarter finns listade i Catalogue of Life.

## Bildgalleri

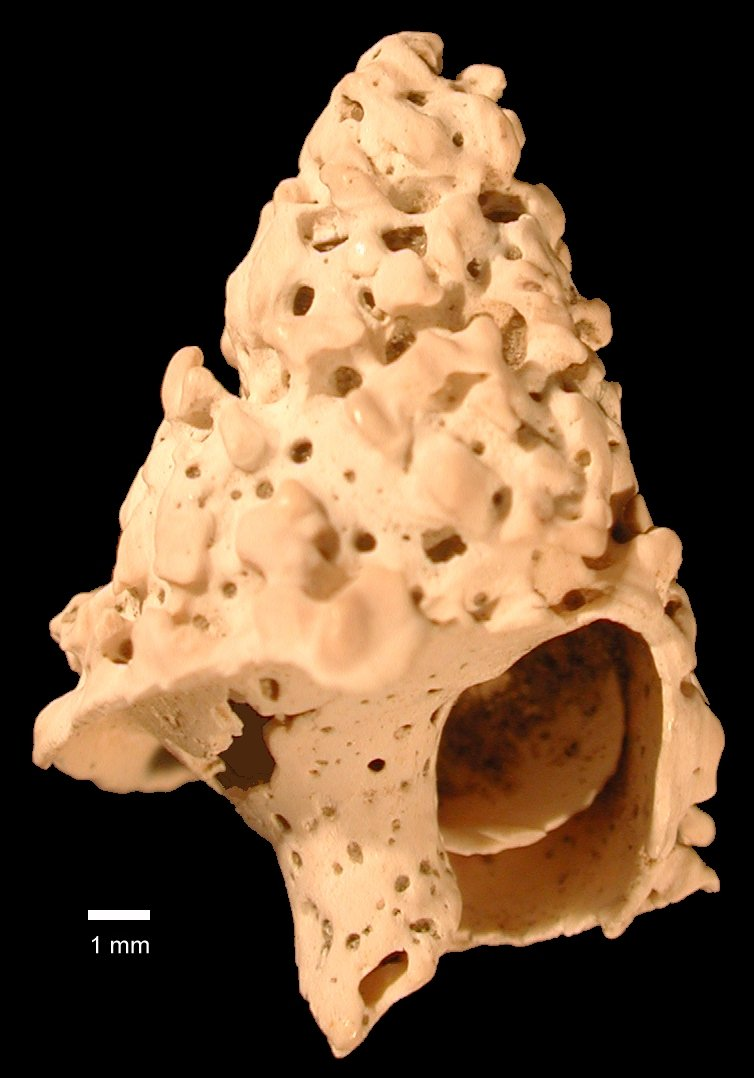
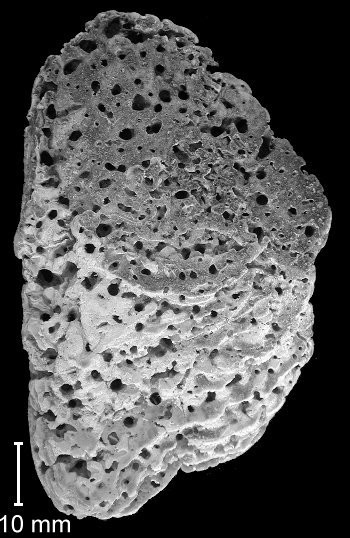